# Асис, Моше
Моше Асис (ивр. משה עסיס‎; род. 9 октября 1943) — израильский футболист, играл на позиции полузащитника. Бронзовый призёр Кубка Азии 1968 года.

## Биография

### Игровая карьера
В течение 13 сезонов играл за «Маккаби» из Тель-Авива, в составе которого выиграл 3 чемпионских титула и 4 Кубка Израиля. Всего за «Маккаби» сыграл 250 матчей и забил 48 голов и в этом же клубе в 1973 году завершил карьеру.
В составе сборной Израиля Асис принимал участие на Кубке Азии 1968 года и завоевал бронзовые медали. Всего за сборную Израиля сыграл 15 матчей и забил 1 гол.

## Достижения
«Маккаби» (Тель-Авив)
- Чемпион Израиля (3): 1966/68, 1969/70, 1971/72
- Обладатель Кубка Израиля (4): 1963/64, 1964/65, 1966/67, 1969/70
- Обладатель Азиатского клубного чемпионата (2): 1969, 1971